# خاطرات یک دادستان
خاطرات یک دادستان (انگلیسی: Diary of a Prosecutor; کره‌ای: 검사내전) یک مجموعهٔ تلویزیونی محصول کره جنوبی سال ۲۰۱۹ با بازی لی سون کیون، جونگ ریو وون، لی سونگ جه، کیم کوانگ کیو و جون سونگ وو است. این مجموعه بر پایهٔ جستار با همین نام اثر دادستان کیم وونگ است و از ۱۶ دسامبر ۲۰۱۹ تا ۱۱ فوریه ۲۰۲۰، ساعت ۲۱:۳۰ (کی‌اس‌تی) از جی‌تی‌بی‌سی برای ۱۶ قسمت پخش شد.

## تولید
نویسنده پارک یون سون و کارگردان لی ته گون، پیش از این در دوران جوانی (۲۰۱۶) و دوران جوانی ۲ (۲۰۱۷) همکاری کرده بودند.
اولین جلسه فیلم‌نامه خوانی در ژوئیه ۲۰۱۹ در ساختمان جی‌تی‌بی‌سی در سئول، کره جنوبی انجام شد.